# Önskebrunnen (sång)
Önskebrunnen är en sång på det gamla temat med önskebrunnar, skriven av Rune Wallebom som ursprungligen spelades in av Sven-Ingvars vilka gav ut den på singel i oktober 1967. . Den fanns 1967 även med på en EP-skiva till filmen Under ditt parasoll. , till vilken låten var filmmusik 1968. 
Med låten fick bandet en hit på Svensktoppen under perioden 5 november 1967 -7 januari 1968, ett listbesök som varade i tio veckor. 
Sven-Ingvars gjorde också en nyinspelning på albumet På begäran 1990. 
Rune Wallebom har också spelat in låten, vilket han gjorde på albumet Danspartaj med Rune Walleboms bästa 1975. 
Låten har också spelats in på dragspel av Glenn Sundberg på albumet Gobitar på dragspel 1991. 
Bland andra dansband som tolkat låten återfinns Leif Hagbergs, på albumet Låtar vi minns 3 2004. 

## Listplaceringar
| Lista (1967-1968) | Topplacering |
| ----------------- | ------------ |
| Norge             | 1            |